# هفت دقیقه در بهشت (فیلم)
هفت دقیقه در بهشت (به انگلیسی: Seven Minutes in Heaven) فیلمی محصول سال ۱۹۸۵ و به کارگردانی لیندا فیفرمن است. در این فیلم بازیگرانی همچون جنیفر کانلی، بیرون تامس، مدی کرنمن، مایکل زاسلو، پالی درپر، تری کینی، اسپالدینگ گری، مارشال بل، مایکل هیگینز و بیلی ورث ایفای نقش کرده‌اند.